# Honestiores e humiliores
Honestiores e humiliores foram duas grandes classes sociais e jurídicas que existiram no Império Romano tardio. Essas classes surgiram como duas grandes distinções de status social e jurídico entre aqueles que ocupavam cargos mais elevados (honores) e as pessoas mais humildes. A divisão começa a se tornar aparente no final do século II d.C. 
Indivíduos que ocupavam posições nobres como senadores, equestres, decuriões ou outras posições superiores, possuíam maiores honras e eram conhecidos como honestiores. Eles representavam cerca de 1% da população romana.
Humiliores eram as pessoas livres, incluindo escravos libertos (liberti), que detinham a Cidadania romana sem terem alcançado os privilégios de cargos superiores. Peregrinos (peregrini; não-cidadãos livres que viviam dentro do império),  fazendeiros arrendatários e colonos  também eram considerados humiliores.
O Édito de Caracala, que concedeu da cidadania universal a todos os habitantes livres do império em 212 d.C., parece ter exacerbado a divisão entre as classes superiores e inferiores. À medida que os princípios de igualdade dos cidadãos sob a República Romana decaíam, os humiliores estavam cada vez mais sujeitos a penas legais mais severas, como castigos corporais ou humilhações públicas, anteriormente reservadas aos escravos. Os Honestiores mantiveram os direitos que eram detidos por todos os cidadãos romanos durante a República, pelo menos em teoria, incluindo a liberdade de castigos corporais e capitais .  
Paul B. Duff caracteriza a atitude da elite romana em relação aos humiliores como uma espécie de aversão considerando-os preguiçosos e desonestos. 

## Literatura
- Berger, Adolf (2002). Encyclopedic Dictionary of Roman Law (em inglês). [S.l.]: The Lawbook Exchange, Ltd. ISBN 978-1-58477-142-5
- Duff, Paul B. (21 de novembro de 2017). Jesus Followers in the Roman Empire (em inglês). [S.l.]: Wm. B. Eerdmans Publishing. ISBN 978-1-4674-4838-3
- Duff, Paul B. (2001). Who Rides the Beast?: Prophetic Rivalry and the Rhetoric of Crisis in the Churches of the Apocalypse (em inglês). [S.l.]: Oxford University Press. ISBN 978-0-19-513835-1
- Fleiner, Carey (28 de fevereiro de 2020). A writer's guide to Ancient Rome (em inglês). [S.l.]: Manchester University Press. ISBN 978-1-5261-3525-4
- Grubbs, Judith A. (2002). Women and the Law in the Roman Empire: A Sourcebook on Marriage, Divorce and Widowhood (em inglês). [S.l.]: Psychology Press. ISBN 978-0-415-15240-2
- Lapidge, Michael (2018). The Roman Martyrs: Introduction, Translations, and Commentary (em inglês). [S.l.]: Oxford University Press. ISBN 978-0-19-881136-7
- Rohmann, Dirk (26 de outubro de 2012),  Bagnall, Roger S; Brodersen, Kai; Champion, Craige B; Erskine, Andrew, eds., The Encyclopedia of Ancient History, ISBN 978-1-4443-3838-6 (em inglês), Hoboken, NJ, USA: John Wiley & Sons, Inc., pp. wbeah22157, doi:10.1002/9781444338386.wbeah22157, consultado em 8 de outubro de 2022
- Sarris, Peter (27 de outubro de 2011). Empires of Faith: The Fall of Rome to the Rise of Islam, 500-700 (em inglês). [S.l.]: OUP Oxford. ISBN 978-0-19-162002-7
- Matyszak, Philip (3 de abril de 2014). The Roman Empire: A Beginner's Guide (em inglês). [S.l.]: Simon and Schuster. ISBN 978-1-78074-425-4
- MacMullen, Ramsay (19 de fevereiro de 2019). Changes in the Roman Empire: Essays in the Ordinary (em inglês). [S.l.]: Princeton University Press. ISBN 978-0-691-19805-7
- McLynn, Frank (11 de agosto de 2009). Marcus Aurelius: A Life (em inglês). [S.l.]: Da Capo Press. ISBN 978-0-306-81830-1
- Peachin, Michael (2011). The Oxford Handbook of Social Relations in the Roman World (em inglês). [S.l.]: Oxford University Press. ISBN 978-0-19-518800-4
- Perkins, Judith (22 de agosto de 2008). Roman Imperial Identities in the Early Christian Era (em inglês). [S.l.]: Routledge. ISBN 978-1-134-15264-3
- A. H. M. Jones (1964). The Later Roman Empire, 284-602: A Social Economic and Administrative Survey. [S.l.]: Taylor & Francis
- Krause, Jens-Uwe (Munich). «Honestiores/Humiliores». Brill's New Pauly